# Centre de percussion
En mécanique du solide, le centre de percussion relativement au point O où est appliqué la percussion, est le point O' situé sur la droite OG (G étant le centre de masse), à une distance OO' = l (dite longueur du pendule simple synchrone), telle que M·OG·l = J(O) = J(G) + M·OG².
Le point O' ne reçoit aucune percussion de réaction si le solide est maintenu en O' : en particulier dans une épée, l'épéiste tenant son arme en O' aura soin de faire que le coup porté par l'adversaire tombe en O.